# Nitrură de sodiu
Nitrura de sodiu este compusul anorganic cu formula chimică Na3N. Spre deosebire de nitrura de litiu și alte nitruri, nitrura de sodiu este o nitrură de metal alcalin extrem de instabilă. Poate fi generată prin combinarea atomilor de sodiu și azot depuși pe un substrat de safir la temperatură joasă. Se descompune cu ușurință în elementele sale:
2Na3N —> 6Na+N2